# Pseudostegias atlantica
Pseudostegias atlantica là một loài chân đều trong họ Bopyridae. Loài này được Lemos de Castro miêu tả khoa học năm 1965.